# Ömer Atiker
Ömer Atiker (* 1969) ist ein deutscher Sachbuchautor.

## Leben
Im Anschluss an ein Studium des Wirtschaftsingenieurwesens an der Universität Karlsruhe (TH) arbeitete Ömer Atiker als Multimedia-Entwickler in den Niederlanden. Seit 2006 ist er Eigentümer und Geschäftsführer einer selbst gegründeten Digital-Marketing-Agentur in Freiburg im Breisgau. Im September 2020 gründete er mit Deniz Oppolzer ein Beratungsunternehmen.
Seit 2015 ist Atiker als Berater in der Organisationsentwicklung und digitalen Transformation tätig. Sein erstes Buch zu diesem Thema erschien 2017, in den Jahren darauf folgten weitere Publikationen. Außerdem ist er als Redner tätig.

## Monographien
- Smarte Transformation Hacks. 141 kluge Ideen für besseres Arbeiten und effiziente Unternehmen, Haufe Verlag, Freiburg 2020, ISBN 978-3-64813826-7.
- mit David C. Luna: 30 Minuten Digitale Innovation, Gabal Verlag, Offenbach 2019, ISBN 978-3-86936944-0.
- Das Survival-Handbuch digitale Transformation. Wie Sie dem Wahnsinn die Stirn bieten, den Alltag gestalten und Ihr Unternehmen fit für die Zukunft machen, Campus Verlag, Frankfurt 2018, ISBN 978-3-59350921-1.
- In einem Jahr digital. Das Praxishandbuch für die digitale Transformation Ihres Unternehmens, Verlag Wiley-VCH, Weinheim 2017, ISBN 978-3-52750907-2.